# Diócesis de Balasore
La diócesis de Balasore (en latín: Dioecesis Balasorensis y en inglés: Roman Catholic Diocese of Balasore) es una circunscripción eclesiástica de la Iglesia católica en India. Se trata de una diócesis latina, sufragánea de la arquidiócesis de Cuttack-Bhubaneshwar. Desde el 10 de mayo de 2023 su obispo electo es Varghese Thottamkara, de la Congregación de la Misión.

## Territorio y organización
La diócesis tiene 28 118 km² y extiende su jurisdicción sobre los fieles católicos de rito latino residentes en el estado de Odisha en los distritos de Balasore, Bhadrak, Mayurbhanj y Keonjhar.
La sede de la diócesis se encuentra en la ciudad de Balasore (o Baleshwar), en donde se halla la Catedral de Cristo Rey.
En 2020 en la diócesis existían 25 parroquias.

## Historia
La prefectura apostólica de Balasore fue erigida el 8 de junio de 1968 con la bula Rerum condicio catholicarum del papa Pablo VI, obteniendo el territorio de la arquidiócesis de Calcuta.
La nueva prefectura apostólica, confiada a los misioneros lazaristas, fue agregada a la provincia eclesiástica de la arquidiócesis de Ranchi hasta el 24 de enero de 1974, cuando pasó a la provincia eclesiástica de Cuttack-Bhubaneshwar.
El 18 de diciembre de 1989 la prefectura apostólica fue elevada a diócesis con la bula Opportunum sane del papa Juan Pablo II.

## Estadísticas
Según el Anuario Pontificio 2021 la diócesis tenía a fines de 2020 un total de 25 860 fieles bautizados.
| Año                                                                             | Población            | Población | Población      | Sacerdotes | Sacerdotes    | Sacerdotes    | Bautizados por sacerdote | Diáconos permanentes | Religiosos | Religiosos | Parroquias |
| Año                                                                             | Bautizados católicos | Total     | % de católicos | Total      | Clero secular | Clero regular | Bautizados por sacerdote | Diáconos permanentes | Varones    | Mujeres    | Parroquias |
| ------------------------------------------------------------------------------- | -------------------- | --------- | -------------- | ---------- | ------------- | ------------- | ------------------------ | -------------------- | ---------- | ---------- | ---------- |
| 1970                                                                            | 1755                 | 2 723 279 | 0.1            |            |               |               |                          |                      |            |            | 3          |
| 1980                                                                            | 10 880               | 4 691 000 | 0.2            | 18         | 4             | 14            | 604                      |                      | 16         | 58         | 17         |
| 1990                                                                            | 13 712               | 4 982 000 | 0.3            | 29         | 14            | 15            | 472                      |                      | 23         | 99         | 30         |
| 1999                                                                            | 17 114               | 4 923 999 | 0.3            | 37         | 23            | 14            | 462                      |                      | 38         | 134        | 33         |
| 2000                                                                            | 17 415               | 4 923 999 | 0.4            | 36         | 21            | 15            | 483                      |                      | 41         | 136        | 33         |
| 2001                                                                            | 18 920               | 5 283 744 | 0.4            | 37         | 23            | 14            | 511                      |                      | 40         | 135        | 38         |
| 2002                                                                            | 19 800               | 7 139 000 | 0.3            | 36         | 26            | 10            | 550                      |                      | 37         | 136        | 37         |
| 2003                                                                            | 20 700               | 8 213 900 | 0.3            | 37         | 27            | 10            | 559                      |                      | 41         | 140        | 37         |
| 2004                                                                            | 21 300               | 8 289 700 | 0.3            | 41         | 30            | 11            | 519                      |                      | 49         | 141        | 37         |
| 2006                                                                            | 21 580               | 8 460 480 | 0.3            | 47         | 37            | 10            | 459                      |                      | 47         | 145        | 37         |
| 2012                                                                            | 23 643               | 8 974 200 | 0.3            | 53         | 44            | 9             | 446                      |                      | 37         | 137        | 39         |
| 2015                                                                            | 24 218               | 9 145 650 | 0.3            | 57         | 48            | 9             | 424                      |                      | 47         | 145        | 39         |
| 2018                                                                            | 24 896               | 9 184 007 | 0.3            | 61         | 46            | 15            | 408                      |                      | 37         | 153        | 39         |
| 2020                                                                            | 25 860               | 9 276 308 | 0.3            | 58         | 45            | 13            | 445                      |                      | 21         | 165        | 25         |
| Fuente: Catholic-Hierarchy, que a su vez toma los datos del Anuario Pontificio. |                      |           |                |            |               |               |                          |                      |            |            |            |

## Episcopologio
- Jacob Vadakevetil, C.M. † (14 de junio de 1968-1989 renunció)
- Thomas Thiruthalil, C.M. (18 de diciembre de 1989-9 de diciembre de 2013 retirado)
- Simon Kaipuram, C.M. † (9 de diciembre de 2013-22 de abril de 2019 falleció)
  - Sede vacante (2019-2023)
- Varghese Thottamkara, C.M., desde el 10 de mayo de 2023